# Liste der Biografien/Zaj
Liste der Biografien |
Portal Biografien |
Personensuche
# |
A |
B |
C |
D |
E |
F |
G |
H |
I |
J |
K |
L |
M |
N |
O |
P |
Q |
R |
S |
T |
U |
V |
W |
X |
Y |
Z |
?
 
Za |
Zb |
Zc |
Zd |
Ze |
Zf |
Zg |
Zh |
Zi |
Zj |
Zk |
Zl |
Zm |
Zn |
Zo |
Zr |
Zs |
Zu |
Zv |
Zw |
Zy |
Zz
 
Zaa |
Zab |
Zac |
Zad |
Zae |
Zaf |
Zag |
Zah |
Zai |
Zaj |
Zak |
Zal |
Zam |
Zan |
Zao |
Zap |
Zaq |
Zar |
Zas |
Zat |
Zau |
Zav |
Zaw |
Zax |
Zay |
Zaz
Die Liste der Biografien führt alle Personen auf, die in der deutschsprachigen Wikipedia einen Artikel haben. Dieses ist eine Teilliste mit 58 Einträgen von Personen, deren Namen mit den Buchstaben „Zaj“ beginnt.

## Zaj

### Zaja
- Zaja, Anna (* 1991), deutsche Tennisspielerin
- Zaja, Markus Emanuel (* 1964), deutscher Musiker
- Zając, Andrzej (* 1956), polnischer Radrennfahrer
- Zajac, Dana (* 1994), deutsche Volleyballspielerin
- Zając, Jan (* 1939), polnischer Geistlicher und emeritierter Weihbischof in Krakau
- Zając, Joanna (* 1990), polnische Snowboarderin
- Zając, Karol (1913–1965), polnischer Skirennläufer
- Zając, Kazimierz (1916–2012), polnischer Wirtschaftswissenschaftler, Statistiker und Hochschullehrer
- Zając, Krzysztof (* 1958), polnischer Fußballspieler, -trainer und -funktionär
- Zając, Lesław (* 1950), polnischer Leichtathlet
- Zając, Marcin (* 1975), polnischer Fußballspieler
- Zajac, Martin (* 1981), slowakischer Eishockeyspieler
- Zajac, Richard (* 1976), slowakischer Fußballspieler
- Zając, Ryszard (* 1951), polnischer Bildhauer und Musiker
- Zając, Stanisław (1949–2010), polnischer Politiker, Mitglied des Sejm
- Zajac, Thomas (* 1985), österreichischer Segler
- Zajac, Travis (* 1985), kanadischer Eishockeyspieler
- Zając, Zbysław (1933–1985), polnischer Bahnradsportler
- Zajączek, Józef (1752–1826), polnischer General und Politiker
- Zajączkowska, Renate (* 1931), Verbandsfunktionärin der Deutschen Minderheit in Polen
- Zajączkowska-Hernik, Ewa (* 1990), polnische Politikerin, Historikern und PublizistinEwa Zajączkowska-Hernik (* 1990)

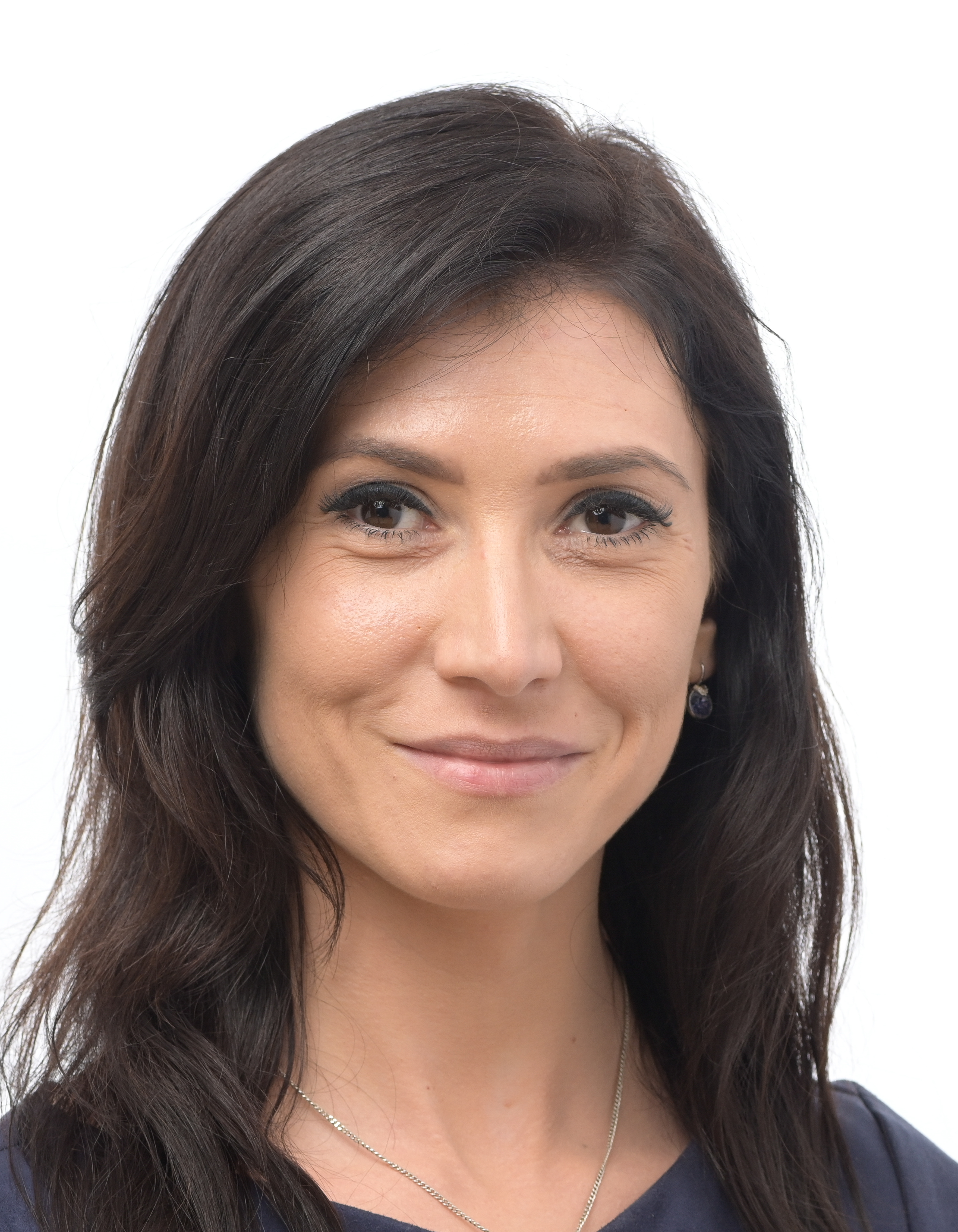
Ewa Zajączkowska-Hernik (* 1990)

- Zajączkowski, Grzegorz (* 1980), polnischer Sprinter
- Zajaczkowski, Thaddäus (1939–2023), polnisch-deutscher Chirurg, Urologe und Medizinhistoriker
- Zajankala, George (* 1972), deutsch-kanadischer Eis- und Inlinehockeyspieler
- Zajas, David (* 1983), deutscher Fußballspieler

### Zajc
- Zajc, Dane (1929–2005), slowenischer Dichter, Dramatiker und Autor
- Zajc, Ivan (1832–1914), kroatischer Komponist und Dirigent
- Zajc, Katarina (* 1967), jugoslawische Skirennläuferin
- Zajc, Ludvik (1943–2011), slowenischer Skispringer und Skisprungtrainer
- Zajc, Miha (* 1994), slowenischer Fußballspieler
- Zajc, Miha (* 1996), slowenischer Eishockeyspieler
- Zajc, Timi (* 2000), slowenischer Skispringer
- Zajc, William Allen (* 1954), US-amerikanischer Physiker
- Zajček, Jasna (* 1973), kroatisch-deutsche Journalistin

### Zajd
- Zajdel, Janusz A. (1938–1985), polnischer Schriftsteller

### Zaje
- Zajec, Kyle (* 1997), US-amerikanischer Fußballspieler
- Zajec, Velimir (* 1956), kroatischer Fußballspieler, -trainer und -funktionär

### Zaji
- Zajic, Andreas (* 1975), österreichischer Historiker
- Zajić, Bojan (* 1980), serbischer Fußballspieler
- Zajíc, Florián (1853–1926), tschechischer Komponist und Musikpädagoge
- Zajíc, Jan (1950–1969), tschechoslowakischer Student, der sich selbst verbrannteJan Zajíc (1950–1969)

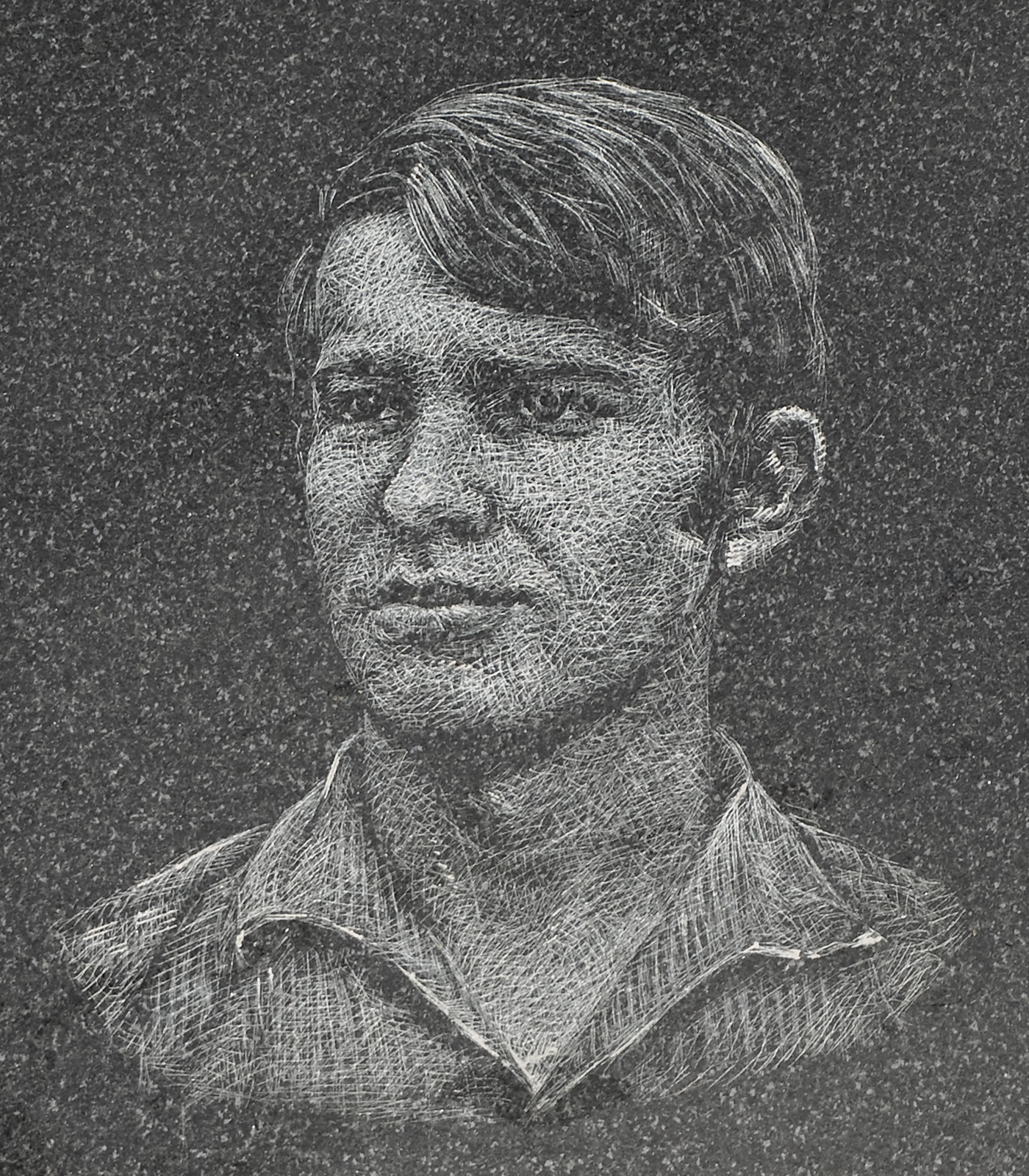
Jan Zajíc (1950–1969)

- Zajic, Luka (* 2004), deutscher Basketballspieler
- Zajicek, Carl Wenzel (1860–1923), österreichischer Maler
- Zajicek, Erwin (1890–1976), tschechoslowakischer Politiker
- Zajíček, František (1912–1987), tschechoslowakischer Wintersportler
- Zajicek, Franz (1828–1900), österreichischer Uhrmachermeister
- Zajicek, Franz (1912–2006), österreichischer Architekt
- Zajíček, Jeroným (1926–2007), US-amerikanischer Komponist und Musikpädagoge
- Zajicek, Peter (* 1961), österreichischer Fußballspieler und -trainer
- Zajicek, Phil (* 1979), US-amerikanischer Radrennfahrer
- Zajíčková, Iva (* 1948), tschechoslowakische Bahnradsportlerin

### Zajk
- Zajkov, Gjoko (* 1995), nordmazedonischer Fußballspieler
- Zajkowski, Antoni (* 1948), polnischer Judoka

### Zajm
- Zajmović, Ema (* 1990), bosnisch-kanadische Pokerspielerin

### Zajo
- Zajonc, Miroslav (* 1960), tschechoslowakisch-kanadisch-US-Rodelsportler und Trainer
- Zajonc, Robert (1923–2008), US-amerikanischer Psychologe und Hochschullehrer
- Zajons, Ferdinand (1906–1987), deutscher Fußballspieler

### Zajt
- Zajtay, Imre (1912–1983), ungarischer Rechtswissenschaftler